# Internationale Cricket-Tour

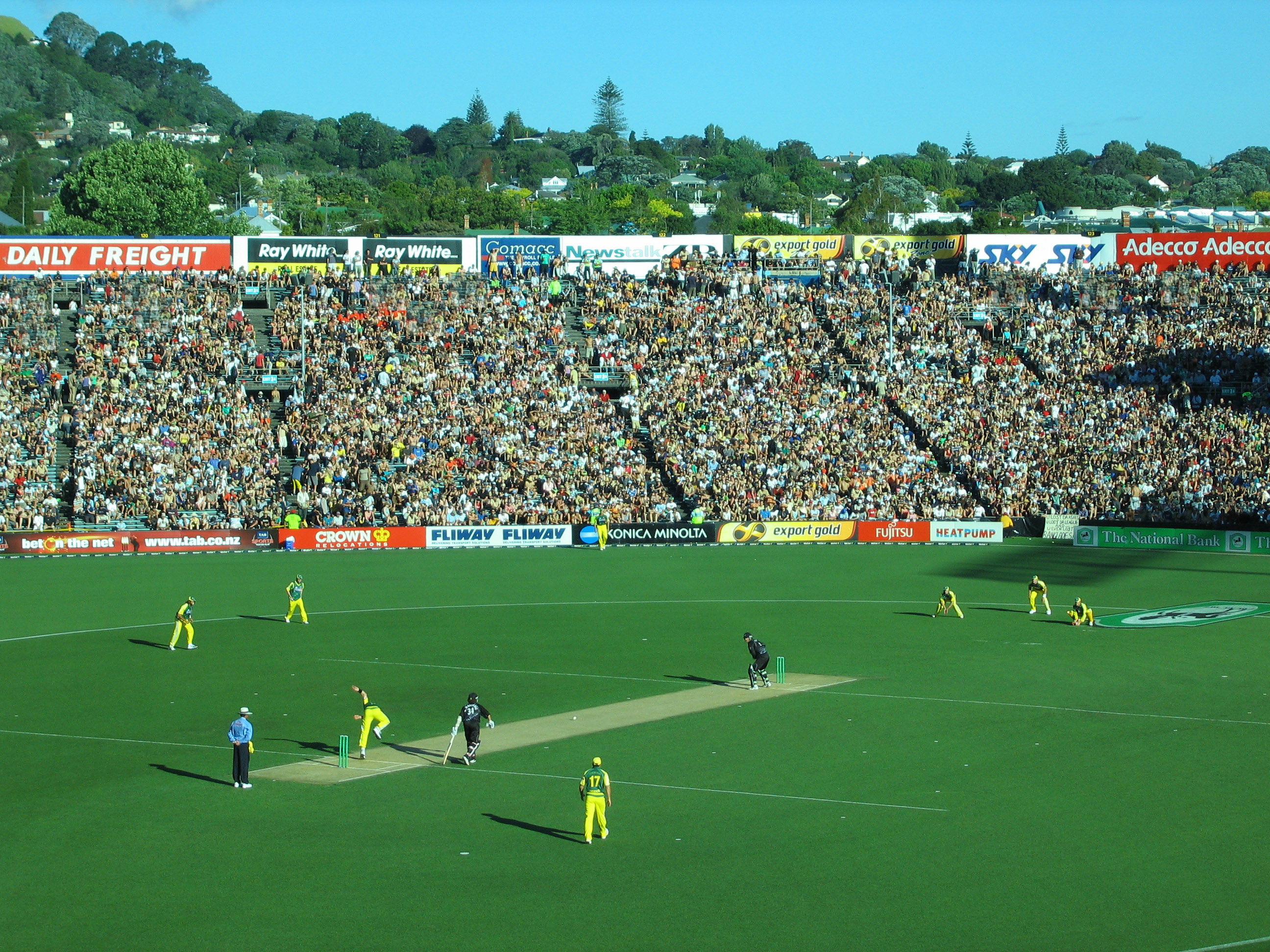
Australien gegen Neuseeland, Eden Park, Spiel 1 der Chappell-Hadlee Series 2005.

Internationale Cricket-Touren sind die traditionelle Form der Begegnung zweier Nationalmannschaften im Cricket. Sie haben sich aus privaten Touren von Cricket-Mannschaften in der Mitte des 19. Jahrhunderts entwickelt und beinhalten seit 1877 offizielle Länderspiele. Sie bestehen heute zumeist aus mehreren Test-, One-Day International- und Twenty20-Spielen.

## Geschichte

### Vor den offiziellen Länderspielen
Das erste Aufeinandertreffen zwischen zwei Mannschaften unterschiedlicher Nationen erfolgte 1844, als ein kanadisches Team die Vereinigten Staaten besuchte. Im Jahr 1859 folgte die erste Tour einer Mannschaft von englischen Profispielern nach Nordamerika und seit 1861 tourten englische Mannschaften in Australien und ab 1864 Neuseeland. Wie bei internationalen Touren lange Zeit üblich reisten die auswärtigen Mannschaften über Wochen hinweg auf Schiffen zum Austragungsland. Dort verbrachten sie Monate mit zahlreichen Spielen gegen verschiedene Mannschaften, bevor wieder die Rückreise angetreten wurde.

### Die ersten offiziellen Länderspiele
Auf der Tour einer englischen Auswahl 1877 in Australien wurden neben einer Reihe von Spielen gegen First-Class-Mannschaften auch zwei Spiele gegen eine Combined Australia XI ausgetragen. Im Rückblick wurden die Teams als englische und australische Nationalmannschaft bezeichnet. Die beiden Spiele gelten heute als die ersten ausgetragenen Tests. Im Anschluss daran wurden vermehrt offizielle Nationalmannschaften in den beiden Ländern aufgestellt. 1882 gewann bei einer Tour der australischen Mannschaft in England erstmals Australien einen Test auf englischen Boden. Damit begründeten sie die Ashes, in der bis heute England und Australien in regelmäßigen Abständen eine Tour mit mehreren Tests austragen. Diese Touren gelten heute als die wichtigsten Touren im internationalen Cricket-Kalender. Ab 1889 wurde auch Südafrika in Touren mit einbezogen. Allerdings brauchte es bis 1906 bis Südafrika erstmals einen Test gewinnen konnte.

### Erweiterung nach dem Ersten Weltkrieg
Ab den 1930er Jahren wurden Indien, Westindien und Neuseeland in den Rang einer Testnation gehoben. Die Länderspiele wurden jedoch zunächst weiter durch Australien und England dominiert und so waren die Ashes-Tests die wichtigsten ausgetragenen Touren. In dieser Zeit begann auch die Bedeutung dieser Touren im gesellschaftlichen Bewusstsein zu wachsen. So drohte die als Bodyline Series bekannte Ashes-Series 1932/33 eine diplomatische Krise auszulösen, als der englischen Mannschaft von australischer Seite unsportliche Spielweise vorgeworfen wurde und in England dieser Vorwurf mit öffentlicher Missbilligung entgegnet wurde. Erst ein Eingriff der australischen Regierung konnte die Wogen wieder glätten.

### Größere Änderungen nach dem Zweiten Weltkrieg
Die erste Nation, die nach dem Zweiten Weltkrieg ins Test-Cricket aufgenommen wurde, war 1947 Pakistan. Nachdem sich Südafrika weigerte, den auf Grund der Apartheid in das Vereinigte Königreich ausgewanderten „farbigen“ Spieler Basil D’Oliveira auf einer Tour der englischen Mannschaft zu akzeptieren, führte das dazu, dass Südafrika 1970 vom Weltverband von offiziellen Cricket-Touren ausgeschlossen wurde. In der Folgezeit gab es jedoch immer wieder private und Rebellen-Touren, die versuchten, internationales Cricket in Südafrika aufrechtzuerhalten. Ab 1971 wurden auf den Touren auch regelmäßig One-Day Internationals ausgetragen. Die ab 1975 im ODI ausgetragenen Cricket World Cups war der internationale Wettbewerb, der regelmäßig innerhalb der Cricket-Saisons stattfand. 1977 drohte den offiziellen Touren Konkurrenz, als der Unternehmer Kerry Packer versuchte, seine eigenen Touren zu organisieren. Die als World Series Cricket bezeichneten Touren zwischen 1977 und 1979 führten viele Veränderungen ein, wurden aber nach der zweiten Saison eingestellt und die ausscherenden Spieler wieder in das offizielle Cricket integriert.

### Moderne Cricket-Touren
Mit der Hinzunahme von Irland und Afghanistan 2018 wurden die heutigen zwölf Testnationen komplettiert. Ab 1992 wurden auch wieder Touren mit der Beteiligung Südafrikas zugelassen. Seit 1992 gibt es vom Weltverband einen vorgegebenen Spielplan, heute ICC Future Tours Programm genannt, der ein Pflichtprogramm an Touren für jede Testnation festlegt. Dieser stellt sicher, dass jede Testnation gegen jede andere innerhalb von zehn Jahren jeweils eine Auswärts- und ein Heimtour austrägt. Allerdings beinhaltet diese Regelung auch die Möglichkeit, aus Sicherheitsgründen eine Tour abzulehnen. Über dieses festgelegte Programm steht es den Testnationen frei, weitere Touren bilateral zu vereinbaren. In den letzten Jahren wurden auch vermehrt kurze Touren gegen Nationen ausgetragen, die nur ODI-Status besitzen (beispielsweise Schottland und die Niederlande). Diese beinhalten ausschließlich ODIs oder Twenty20 und dienen diesen Mannschaften dazu, Spielerfahrung vor den großen Turnieren zu sammeln.

## Modus
Eine Tour besteht in der Regel aus einer festgelegten Anzahl von Tests, ODIs und Twenty20s. Der ICC schreibt in seinem Pflichtprogramm vor, dass dieses mindestens zwei Tests und drei ODIs sein sollen. Es kommt aber immer wieder vor, dass dieses Pflichtprogramm über mehrere Jahre aufgespalten wird und nur einzelne Formate in einer Tour durchgeführt werden. Hinzu kommen sogenannte Tour Matches. Diese Spiele finden zumeist gegen nationale Auswahlmannschaften oder die Profi-First-Class Teams des Heimatverbandes statt. Sie dienen als Vorbereitung der Gastmannschaft auf die örtlichen Bedingungen der Pitches. Dies ist notwendig, da diese auf Grund der klimatischen Bedingungen in den einzelnen Ländern starken Unterschieden unterlegen sind. Bei diesen Spielen treten die Nationalmannschaften nicht unter ihren ursprünglichen Bezeichnungen an, sondern verwenden beispielsweise Australians (Australien) oder England XI (England). In den letzten Jahren hat es aus Zeitgründen eine Reduktion dieser Vorbereitungsspiele gegeben, was mit als Faktor gesehen wird, dass die Heimmannschaften eine erhöhte Gewinnrate verbuchen konnten. Die Touren werden jeweils einer Saison zugeteilt, wobei Nationen jeweils nur in ihren jeweiligen Sommermonaten gegnerische Mannschaften empfangen. Um hervorzuheben, dass sich so das Jahr in zwei Abschnitte teilt, gibt es pro Kalenderjahr zwei Saisons. In den Sommermonaten der nördlichen Hemisphäre, bezeichnet als Saison des jeweiligen Kalenderjahres (z. B. 2015), trägt beispielsweise England seine Heimspiele aus. Demgegenüber tragen in den Sommermonaten der südlichen Hemisphäre Australien, Neuseeland, Südafrika und Indien ihre Heimtouren aus, welche mit zwei Jahreszahlen angegeben werden (z. B. 2015/16). Nationen ohne ausgeprägte Jahreszeiten, wie Sri Lanka, Bangladesch und Simbabwe tragen Heimtouren über das ganze Jahr verteilt aus. Des Weiteren wird in einigen Ländern die Regenzeit berücksichtigt, um wetterbedingte Spielunterbrechungen zu minimieren.

## Bedeutung der Touren
Neben der sportlichen Bedeutung hat sich auch eine gesellschaftliche Bedeutung der Touren in vielen beteiligten Nationen eingestellt. Dadurch, dass eine auswärtige Nationalmannschaft teils über Monate hinweg zahlreiche Spiele in den Sommermonaten in einem Land austrägt, finden diese erhöhte mediale Aufmerksamkeit. Dies wird begünstigt durch den Fakt das die häufig in diesen Ländern konkurrierenden Sportarten, Fußball und Rugby, ihre Spielzeiten zumeist in den Wintermonaten austragen. Besonders bei Touren mit Ländern die eine Rivalität pflegen, wie Australien und England oder Pakistan und Indien, haben diese Serien auch politische Bedeutung. So wurde zwischen Pakistan und Indien seit den 1980er Jahren die sogenannte Cricket diplomacy durchgeführt, wo schon die Anwesenheit eines Staatspräsidenten bei einem Spiel als politisches Symbol gewertet wurde. Bis 2005 waren die heimischen Tests der englischen Mannschaft während der Touren in England als verpflichtend im Free-TV zu übertragend vorgegeben, bevor der englische Verband mit der britischen Regierung verhandelte, um einen lukrativeren Pay-TV Vertrag anzunehmen.